# オーストリアの政党別の国会議員数
オーストリアの政党別の国会議員数（オーストリアのせいとうべつのこっかいぎいんすう）では、オーストリア国民議会（下院）における政党別の議員数（議席数）を示す。

## 一覧

### オーストリア第二共和国（1945年-）
| 選挙       | 年月日     | 定数 | 第1党         | 第2党         | 第3党     | 第4党       | 首相                       |
| ---------- | ---------- | ---- | ------------- | ------------- | --------- | ----------- | -------------------------- |
| 2002年選挙 | 2002年11月 | 183  | 国民党 79     | 社会民主党 69 | 自由党 18 | 緑の党 17   | ヴォルフガング・シュッセル |
| 2006年選挙 | 2006年10月 | 183  | 社会民主党 68 | 国民党 66     | 緑の党 21 | 自由党 21   | ヴォルフガング・シュッセル |
| 2008年選挙 | 2008年9月  | 183  | 社会民主党 57 | 国民党 51     | 自由党 34 | 未来同盟 21 | ヴェルナー・ファイマン     |
| 2013年選挙 | 2013年9月  | 183  | 社会民主党 52 | 国民党 47     | 自由党 40 | 緑の党 24   | ヴェルナー・ファイマン     |
| 2017年選挙 | 2017年10月 | 183  | 国民党 62     | 社会民主党 52 | 自由党 51 | ネオス 9    | セバスティアン・クルツ     |
| 2019年選挙 | 2019年9月  | 183  | 国民党 71     | 社会民主党 40 | 自由党 31 | 緑の党 26   | セバスティアン・クルツ     |